# Grb Češke
Državni grb Češke čini na četvrtine (Quarterly) razdijeljeni novofranački štit u čijim su dijelovima nalaze grbovi povijesnih oblasti koje čine Češku Republiku.
- Grb Bohemije - gornja lijeva i donja desna četvrtina
- Grb Moravske - gornja desna četvrtina
- Grb Donje Šlezije - donja lijeva četvrtina